# Rhopalos (Sohn des Phaistos)
Rhopalos (altgriechisch Ῥόπαλος Rhópalos) ist in der griechischen Mythologie der Sohn des Phaistos, des Königs von Sikyon. 
Nach dem Fortgang des Phaistos bestieg nicht Rhopalos, sondern Zeuxippos den Thron. Erst Hippolytos, der Sohn des Rhopalos, konnte die Regierung wieder zurückgewinnen.